# Juan Casanova Vicuña
Juan Casanova Vicuña (Santiago de Chile, 1894 - 1976) fue un compositor y director de orquesta chileno.

## Biografía
Realizó sus primeros estudios con el maestro italiano Bindo Paoli, perfeccionándose en armonía y composición con el maestro alemán Federico Stöber. En el Conservatorio Nacional trabajó junto al compositor Enrique Soro, con quien compartía las clases de conjunto instrumental.
La Academia Musical de Chile lo nombró director de su orquesta, comenzando con ello una carrera artística que lo llevó a realizar más de quinientos conciertos a lo largo de su vida, tanto en Chile como en el resto de Latinoamérica y Europa.
Con 22 años debuta dirigiendo en el Teatro Municipal de Santiago, en el marco del Festival Grieg. Viaja a Francia para perfeccionarse en música en la Escuela Normal Superior de París, bajo la dirección de Nadia Boulanger y de Vincent D'Indy.
En 1923 dirige la Orquesta Filarmónica de Berlín en la Beethoven-Saal, y al año siguiente es invitado para trabajar con la orquesta Poostoff de Karlsbad. Dirige su primer concierto en París por invitación de la Sociedad de Conciertos Lamoureux. Volvió a presentarse en la Salle Pleyel para dirigir a la Orchestre Colonne, actuando junto a la pianista francesa Eliane Richepin.
El Teatro Municipal de Santiago le encargó la dirección de varias temporadas líricas oficiales, presentando obras como Madama Butterfly, Andrea Chénier, Carmen, Manon y Tosca, entre otras. 
En el Teatro Colón de Buenos Aires dirigió La Traviata. Aquí también presentó su ópera Érase un rey en la temporada de 1947, con textos del escritor chileno Carlos Vattier Bañados, y música y argumento de Juan Casanova.
Dirigió a grandes figuras mundiales, tales como Claudio Arrau, Rosita Renard, Rudolf Firkusny, Margarita Laszloffy, Herminia Racagni, o Maurice Dumesnil, entre otros. Estrenó en Chile numerosas obras de compositores como Satie, Milhaud, Debussy, Ravel, Honegger, Stravinski o Músorgski. Aportó a la divulgación la obra de compositores chilenos, estrenando “La Voz de las Calles” y varias “Tonadas” de Pedro Humberto Allende en 1925 en el Teatro Unión Central, así como música de Enrique Soro, Alfonso Leng, Próspero Bisquertt y Acario Cotapos.
Los últimos años de su vida los dedicó a la pintura, siendo estudiante de pintura de su padre, Álvaro Casanova Zenteno. Expuso en el Salón Oficial de Bellas Artes de Santiago, recibiendo el reconocimiento de Primera Medalla de 1960.

## Obras
Sus obras han sido dirigidas por maestros como Jascha Horenstein, Erich Kleiber, Ludwig Jochum, Armando Carvajal, Víctor Tevah, David Serendero y Ferrucio Calusio. 
En 2010 su obra El Huaso y el Indio fue grabada por la Orquesta Sinfónica de Chile, bajo la dirección de Michal Nesterowicz en el CD Música sinfónica de compositores chilenos, volumen 1.
En 2018 se publicaron sus obras completas en partitura en siete volúmenes por Ediciones Imaginario, editadas por Francisco Suárez Casanova, proyecto financiado por el Fondo para el Fomento de la Música Nacional Convocatoria 2017.
- Vol. 1 El Huaso y el Indio, cuento sinfónico.[1]

- Vol. 2 Estampas Chilenas Sinfónicas para Gran Orquesta.

- Vol. 3 Suite Sinfónica de la ópera Érase un rey.[5]
- Vol. 4 María Luisa, Vals. Ballet de la ópera Érase un rey.
- Vol. 5 Tengo alegre la tristeza y triste el vino, poema sinfónico.
- Vol. 6 Juan Casanova Vicuña, obras sinfónicas. Edición completa.[6]
- Vol. 7 Obras para Piano y transcripciones de orquesta para piano.[7]